# Via Domitia

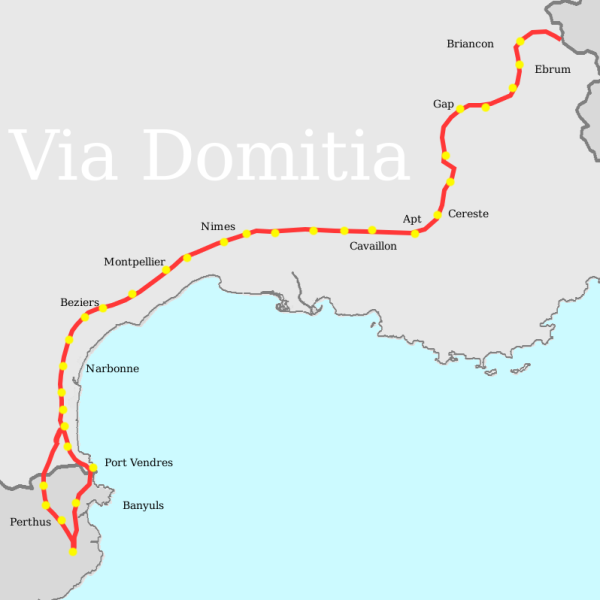
Via Domitia

Via Domitia este un drum roman construit începând din 118 î.Hr. pentru a lega Italia de peninsula Iberică traversând Gallia Narbonensis.

## Denumire
Denumirea de Via Domitia nu este atestată pentru Antichitate decât pentru tronsonul dintre Ron și Pirinei, dar este probabil ca partea dintre Ron și frontiera Galliei Narbonensis, spre Chorges, să fi fost și ea denumită  Via Domitia. Acest itinerar dintre Italia și Spania avea o variantă importantă aproape de litoral; dar trecerea  prin Alpi era în același timp mai sigură, mai rapidă și mai frecventată.

## Istoric
Potrivit unor legende, Via Domitia ar relua un itinerar creat de către Heracles (Hercule), drumul Heraclean.
Via Domitia a fost creată pentru a face coerentă o rețea de drumuri existente., începând din 118 î.Hr., la cererea generalului roman Cneus Domitius Ahenobarbus al cărui nume îl poartă. 
Acest drum trebuia să asigure comunicațiile cu Roma și să permită instalarea și circulația garnizoanelor care protejau orașele devenite romane. Colonia romană Narbo Martius (Narbonne) este fondată pe parcursul său și a devenit unul dintre cele mai importante orașe din sudul Galiei.
Itinerarul Anonimului din Bordeaux / Itinerarium Burdigalense trece prin regiune și sugerează un pasaj prin acest sit.
Cel dintâi drum construit de romani în Galia, acesta străbate Alpii prin trecătoarea Montgenèvre (la altitudinea de 1.850 m), urmează valea râului Durance, merge de-a lungul masivului Luberon prin nord, trece Ronul la Beaucaire, trece prin Nîmes (Nemausus) și urmează coasta golfului Lion până în Spania, legând pe traseul său principalele orașe romane (Ugernum/Beaucaire, Nemausus/Nîmes, Baeterrae/Béziers, Narbo/Narbonne, Ruscino), corespondente ale unei vechi cetăți galice sau fondate în apropiere. Drumul ocolește teritoriul cetății Massalia, cetate greacă independentă până în 48 î.Hr. (devenită Massilia în latină). 
Deși destinată circulației legiunilor romane, ea a fost foarte curând folosită de negustori. Mai târziu, funcționarii Republicii Romane, apoi ai Imperiului, l-au utilizat și ei (poșta imperială sau cursus publicus). Construirea acestei căi a fost benefică economiei locale mulțumită schimburilor pe care le-a facilitat între cetăți. 

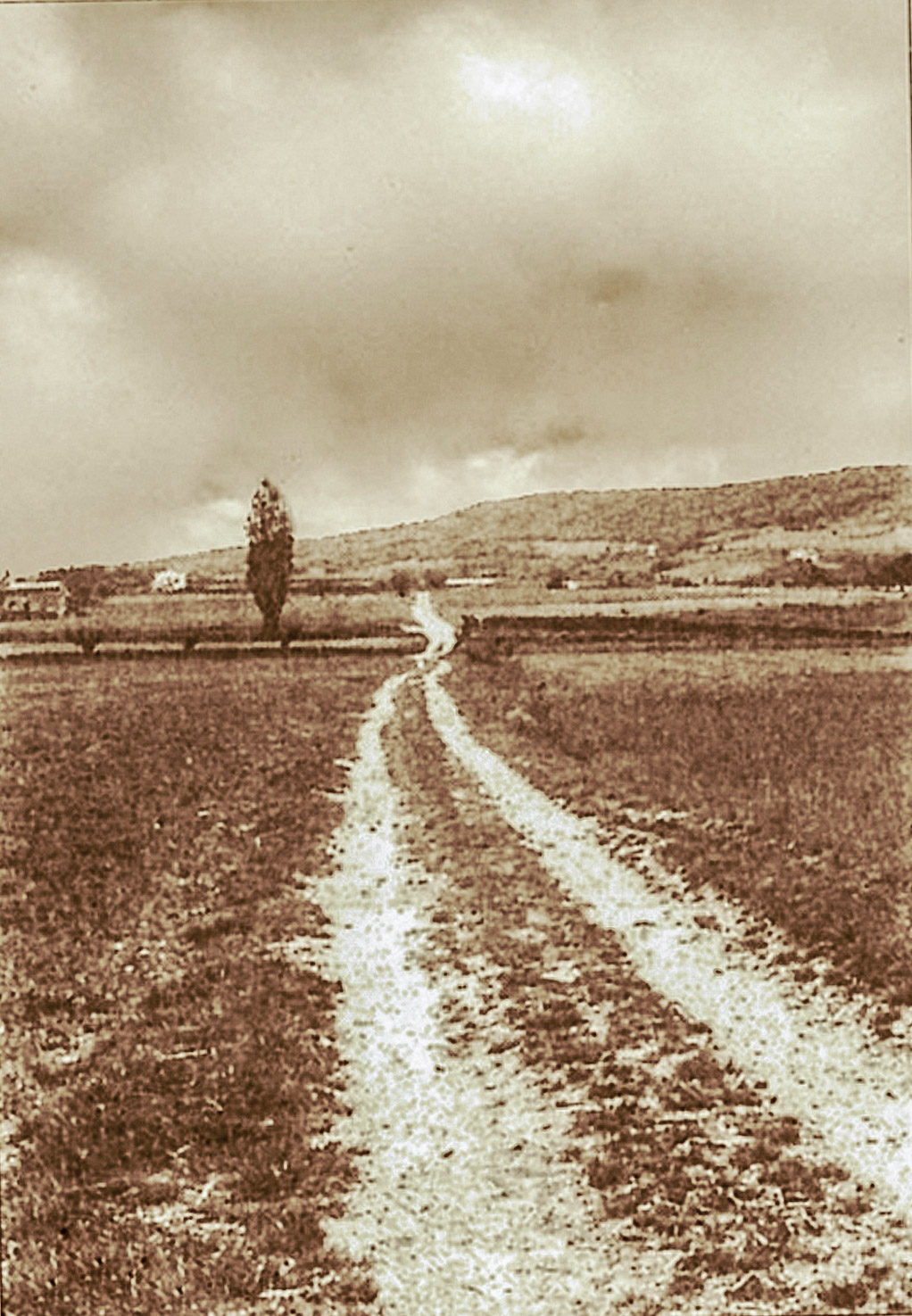
Via Domitia între Apta Julia și Alpii provensali

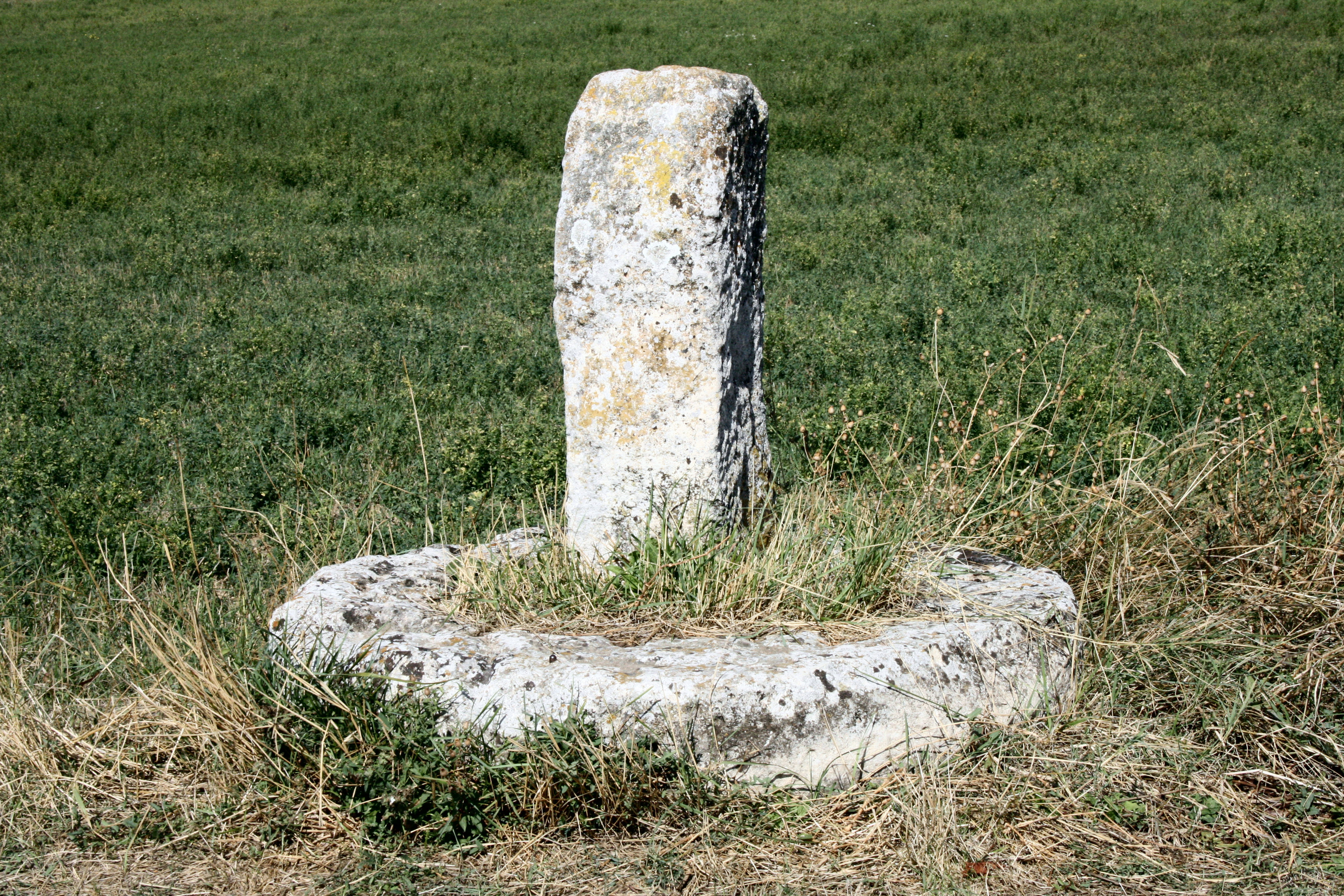
Piatră miliară de la Tavernoure în Alpes-de-Haute-Provence

Traseul este cunoscut cu destulă precizie mulțumită mai multor surse: paharele de la Vicarello, Tabula Peutingeriana și Itinerarul lui Antonin (sursa cea mai puțin fiabilă). A fost construită aproape rectiliniu pe terenuri solide. Observarea hărților topografice  arată foarte adesea parcursul pe care-l urma. Drumurile moderne folosesc încă adesea traseul folosit de Via Domitia (N85 - N100 - A9…).
În orașele pe care le travesa, Via Domitia era pavată sau pardosită cu dale, dar de cele mai multe ori, era un drum din pământ bătut pe straturi de pietriș și prundiș.
Calea era marcată de pietre miliare, care corespundeau mai mult sau mai puțin cu panourile indicatoare de astăzi, și care arătau distanțele dintre bornă și orașele vecine. Pe traseul acestui drum au fost recenzate mai mult de 90 de pietre de acest tip. 
Când drumul intra într-un oraș, el traversa în general o incintă trecând sub o poartă sau un arc de triumf, ca la  Nemausus cu Poarta lui Augustus sau la Glanum cu Arcul de triumf.
În secolul al XI-lea și până la sfârșitul Evului Mediu, unele tronsoane din Via Domitia erau încă utilizate și formau, îndeosebi, între Narbonne și Roussillon, o parte din ceea ce se chema atunci Strata francesa sau Caminum Gallicum, Calea franceză / Drumul francez.

## Itinerar

Via Domitia în purpuriu.

Venind din Italia și de la Segusio / Suse, Via Domitia străbătea Alpii, la peste 1.800 de metri, prin  trecătoarea Montgenèvre. Era trecerea cea mai ușoară prin munți. O mică aglomerație locuită s-a instalat acolo: Druantium sau Summæ Alpes, cu, între altele, un sanctuar dedicat izvoarelor râului Durance.
- Brigantio / Briançon, răspântie geografică în inima celor trei văi. S-au găsit în acest oraș vestigii ale unor terme, un amfiteatru.

Drumul urma apoi probabil malul drept al râului Durance pentru a atinge stația Rama. Situl a fost ocupat până în Evul Mediu. 
- Eburodunum / Embrun. Sunt puține vestigii din această cetate devenită capitală a provinciei Alpes Maritimae în secolul al III-lea.
- Caturigomagus / Chorges, la frontiera dintre Alpii Cotici și Gallia Narbonensis. Până la Gap, drumul este foarte vizibil pe hărți întrucât acesta corespunde limitelor comunelor actuale.
- Vapincum / Gap era  un oraș modest care a devenit important luând titlul de cetate în secolul al IV-lea. Era înconjurat de un zid de apărare.
- Alabons / Monêtier-Allemont era în epocă o mutatio. Această porțiune a drumului a fost denumită „vechiul drum din Provența”.
- Segustero / Sisteron. Cetatea era un nod rutier. Ajungeau aici drumuri care veneau de la Forum Julii / Fréjus și Cemenelum / Cimiez și Nisa. Această răspântie de drumuri se datora trecerii posibile a râului Durance, dificil de traversat prin alte părți, într-un punct mai îngust al cursului său (de doar 30 m). Era sigurul pod tare peste Durance, până în secolul al XIX-lea. Cetatea ocupa teritoriul orașului vechi actual. Via Domitia îl traversa prin mijloc, pe actualele străzi rue Droite și rue de la Saunerie. Apoi, drumul păstra malul drept al râului Durance.

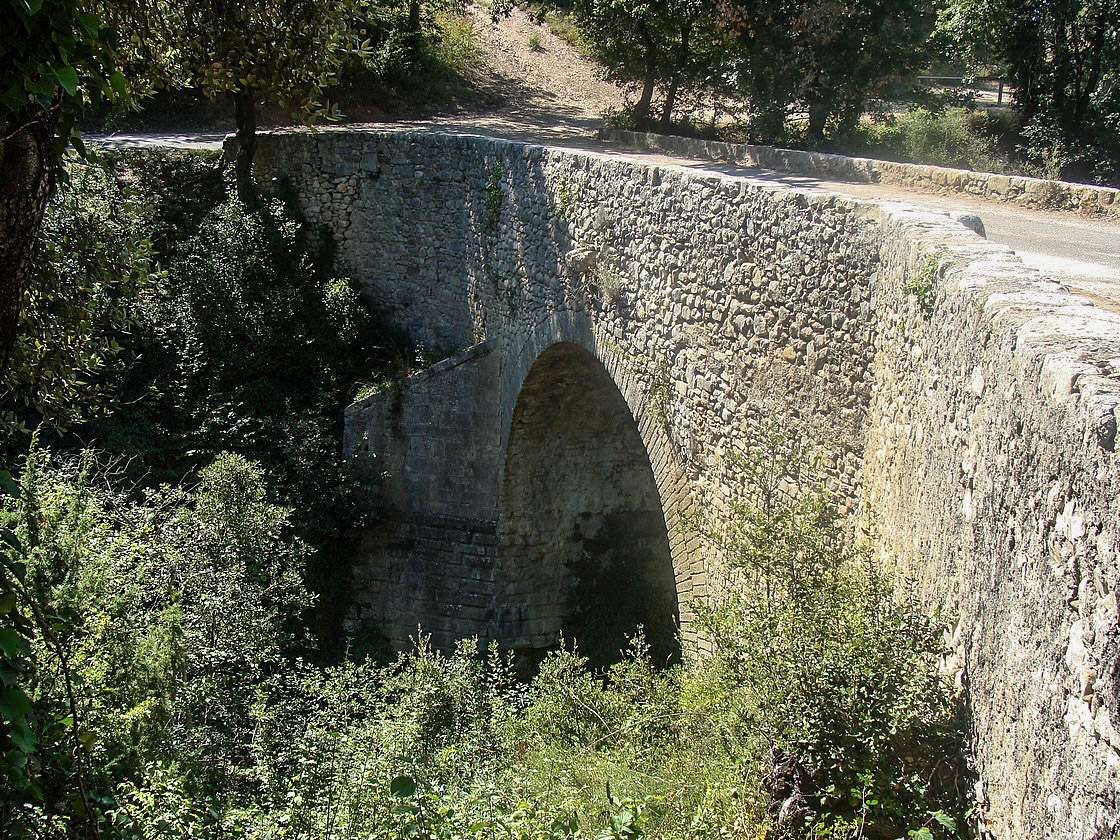
Podul roman de la Lurs / de peste Buès

Drumul ajungea la Val-Saint-Donat și Ganagobie. La poalele platoului Ganagobie, drumul trecea peste râul Buès pe un pod în arc înalt de 10 metri. Acest pod, de mai multe ori restaurat, suportă acum drumul spre Lurs.
- Alaunium / Notre-Dame-des-Anges. Era stația cea mai importantă în această porțiune a drumului, în mijlocul câmpiei Lurs. Drumul trecea apoi prin centrul câmpiei Mane. În locul cunoscut cu numele de Tavernoure se afla, foarte probabil, un popas (taberna). La sud de Saint-Michel-l'Observatoire, drumul trecea oblic prin râul Reculon, mulțumită unui vad încă vizibil și astăzi. Larg de șase metri, podul era susținut de un zid cu un apareiaj încoronat cu 34 de blocuri mari și măsura 25 de metri lungime.[6] Trecea apoi prin pasul Granons, descris de geograful Strabon, care ar fi constituit limita dintre cetatea d'Apta Julia (Apt) și teritoriul poporului galic Vocontii.

- Catuiacia / Céreste, unde s-au găsit câteva vestigii ale unei vechi mutatio. Un pod trecea peste pârâul Aiguebelle, o lucrare măreață de 36 m × 6,54 m cu două arce în plin cintru, cu deschidere 6 m.[7] Cele două culee și stâlpul central, conservate în patul torentului, se sprijină pe un vast tălping de piatră, din blocuri mari asamblați cu grijă, capabil să reziste umflării violente a apelor pârâului Aiguebelle. Podul zis « roman » de peste Encrême datează, de fapt, din secolul al XVIII-lea.[8]

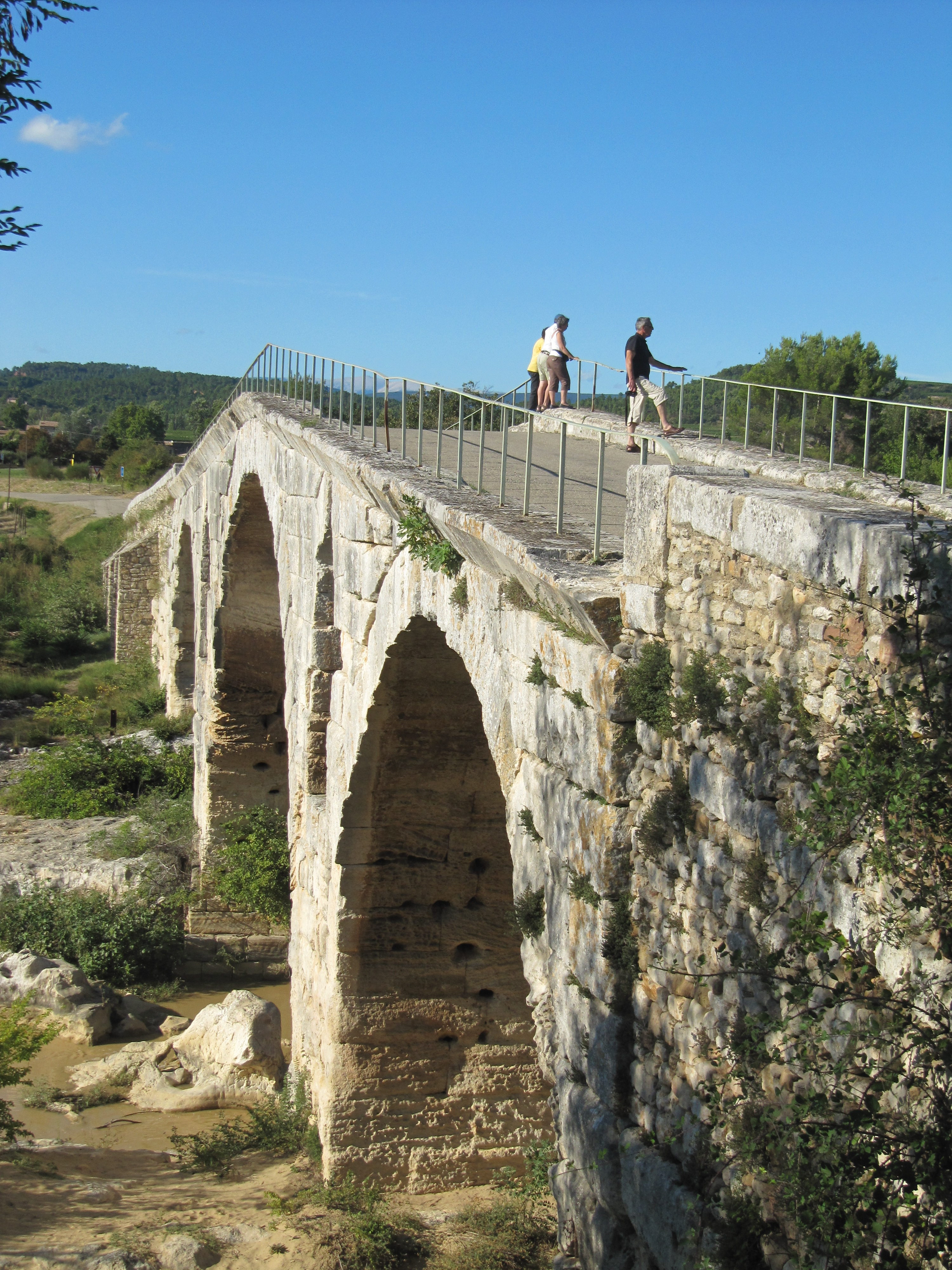
Pont Julien

- Apta Julia / Apt. Vestigiile orașului se află sub orașul modern. S-au reperat teatrul sub muzeu, un forum și numeroase case. Cele mai multe străzi din Apt folosesc itinerarul exact al Drumului Domitia.

Drumul trecea peste râul Calavon pe podul Julien. Este cea mai frumoasă lucrare care se poate vedea încă din Via Domitia și este podul cel mai bine conservat din Franța, datând din acea epocă. Are o lungime de 80 de metri, este larg de 6 metri și înalt de 11 metri. Este alcătuit din trei arce, dintre care cel central este mai important și mai înalt.
- Ad Fines / Notre-Dame de Lumières, limită administrativă în epocă. Un popas se afla în apropiere.
- Cabellio / Cavaillon. Era o răspântie de drumuri antice, la poalele unui oppidum. La Cavaillon se găsesc numeroase vestigii: un arc de triumf și et un apeduct, îndeosebi. La sud-est de Cabellio drumul trecea peste  Durance.

Drumul ajungea apoi la situl Pietrei Plantate (piatră miliară), la Plan-d'Orgon și se îndrepta apoi spre Saint-Rémy-de-Provence, pe axa folosită și astăzi.

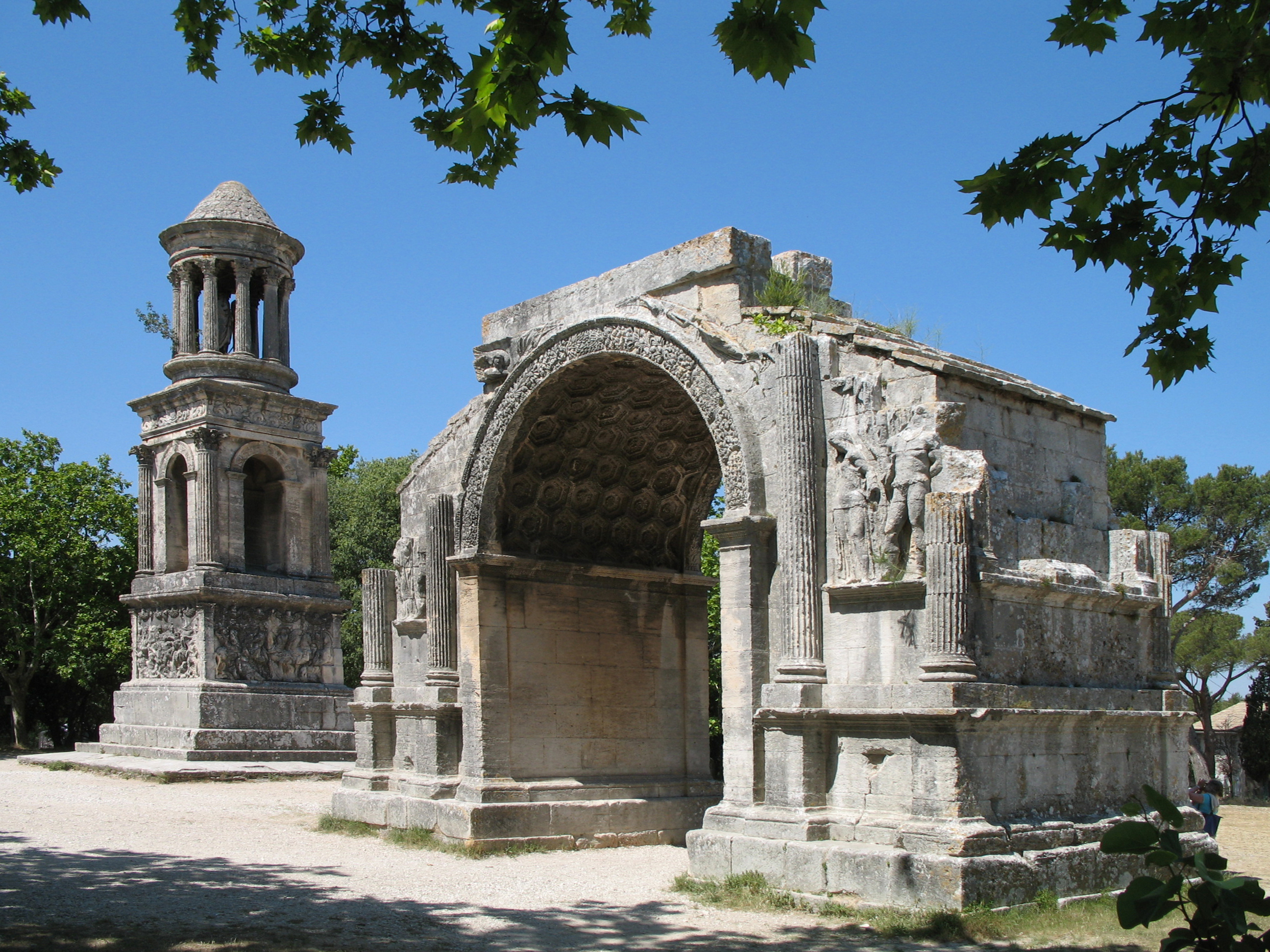
Les Antiques de Glanum

- Glanum / Saint-Rémy-de-Provence este un mare sit galo-roman. Orașul a fost fondat de greci. Vestigiile vizibile astăzi pun în evidență diferitele epoci de ocupare. Se venera Apollo. S-au adus la lumina zilei resturile unor numeroase case, fântâni, temple, bazilici, terme, distribuite de-a lungul Drumului Domitia pavat. Acesta părăsea cetatea trecând sub arcul de triumf des Antiques, alături de mausoleul des Jules.

- Ernaginum / Saint-Gabriel. Este nodul rutier cel mai important din Galia romană. Aici Via Domitia întâlnea Via Agrippa (Arles-Lyon) și Via Aurelia (drumul Aurelian, venind de la Roma, pe litoral). Era o cetatea importantă a cărei economie depindea îndeosebi de cele trei mari drumuri.

Drumul se întindea apoi de-a lungul Masivului Alpilles și trecea Ronul, probabil cu un bac, la Tarusco / Tarascon, pentru a ajunge la Ugernum / Beaucaire.

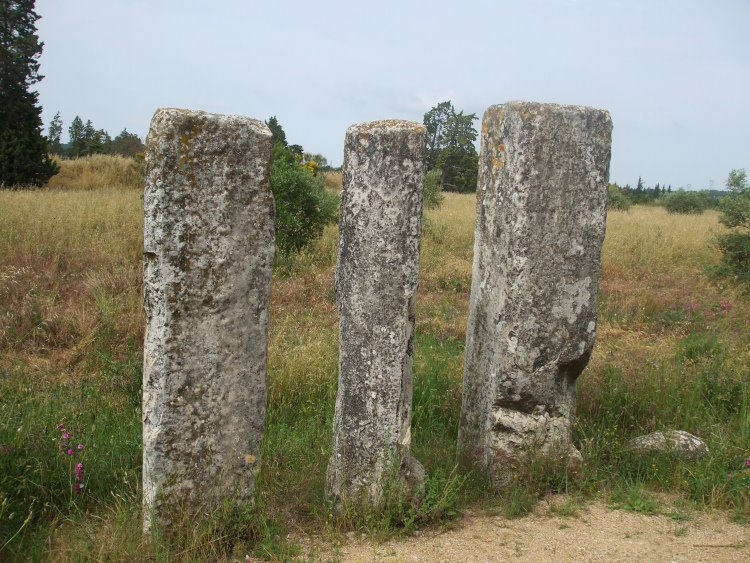
Pietre miliare la Beaucaire (Ugernum)

La ieșirea din Beaucaire, Via Domitia există tot sub forma sa originală de drum de pământ întărit. Este tronsonul care prezintă cele mai multe pietre miliare, uneori două sau trei în același loc (pe măsură ce drumul era refăcut, fiecare voia să-și marcheze trecerea), cum este cazul pentru «Coloanele lui Cezar» la Clos d'Argence, corespunzând celei de-a XIII-a mile. La limita dintre Redessan și Jonquières se află piatra miliară IX, cunoscută sub numele de «Peire di Novi» („piatra logodnicilor”), care poartă numele împăratului Tiberius. Manduel prezintă și o piatră miliară, Piatra miliară de la Manduel, care a fost mutată de la amplasamentul ei de origine și care se situează acum în fața primăriei orașului. 
- Nemausus / Nîmes era popasul următor. Cetatea era una dintre cele mai mari aglomerări din  Gallia Narbonensis, cu o suprafață de peste 200 hectare. Via Domitia intra în oraș prin Poarta lui Augustus, vizibilă încă, în zilele noastre, apoi se prelungea prin actuala Rue Nationale.

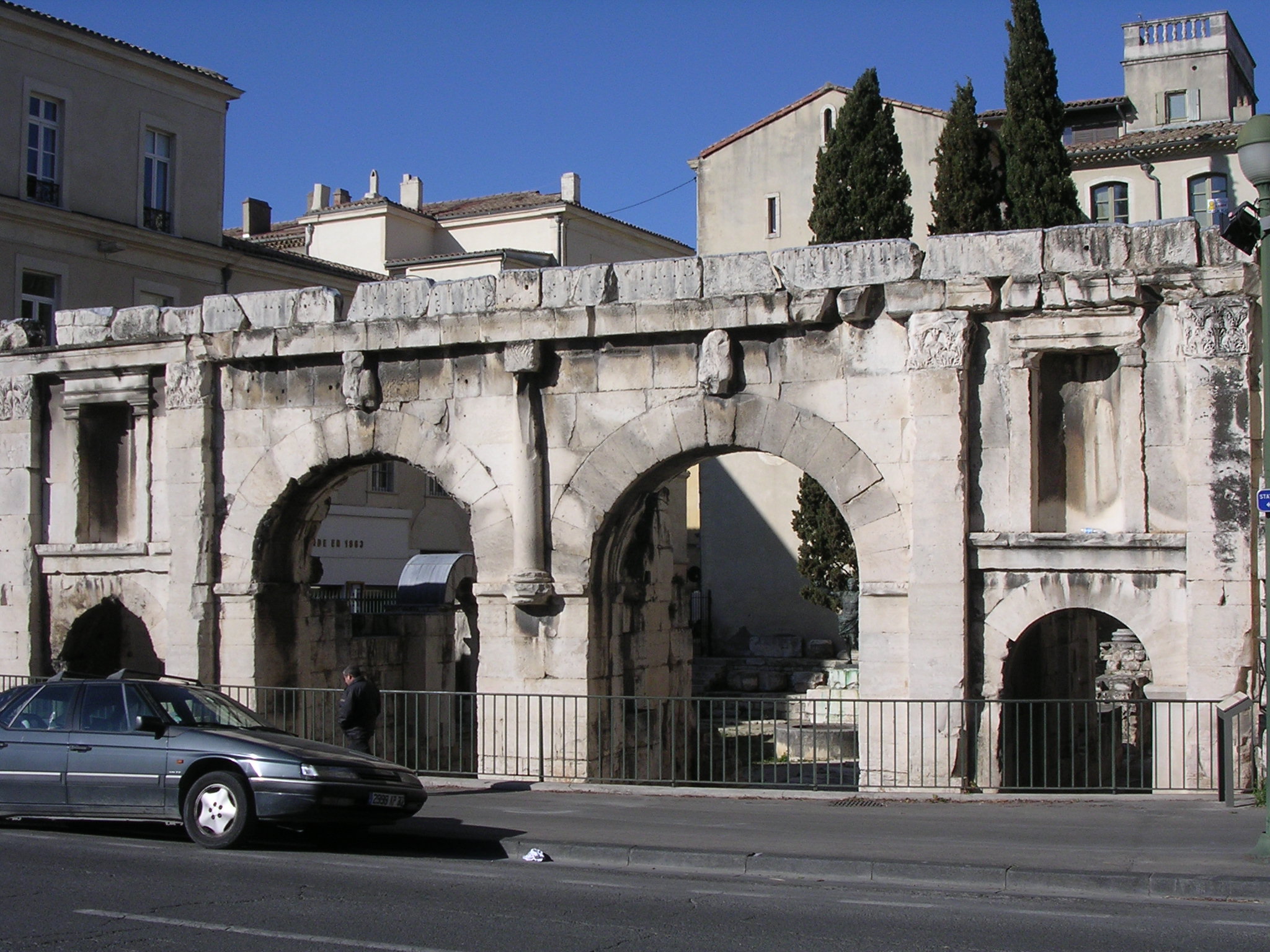
Poarta lui Augustus la Nîmes

De notat că la Nîmes, vestigiile din această epocă sunt numeroase: Casa Pătrată, Amfiteatrul (arene), Turnul Mare, porte de France, sanctuarul Fântânii, precum și castellum divisorium (castelul de apă) care distribuia apa în cartierele orașului, punct final al unui apeduct venind de la Uzès, al cărui punct, cel mai cunoscut, este Pont du Gard.
Via Domitia pleca mai departe spre sud-vest pentru a ajunge la stația Ad Octavum / Uchaud, apoi Codognan, Vergèze și Gallargues-le-Montueux. Numeroase pietre miliare sunt vizibile pe acest tronson.
Drumul trecea apoi peste fluviul Vidourle pe pont Ambroix, din care se păstrează un arc, înainte de intrarea în Ambrussum.

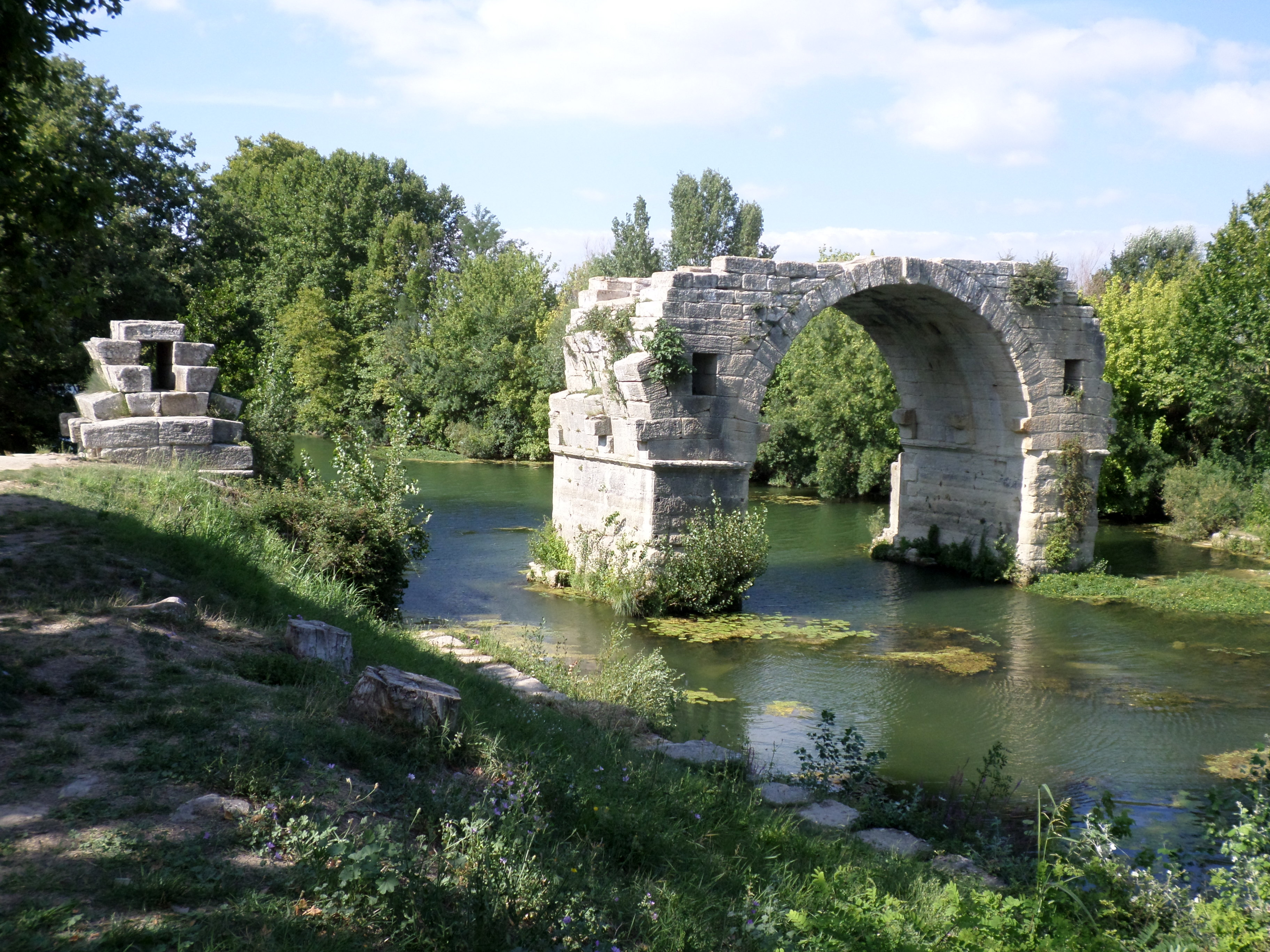
Pont Ambroix
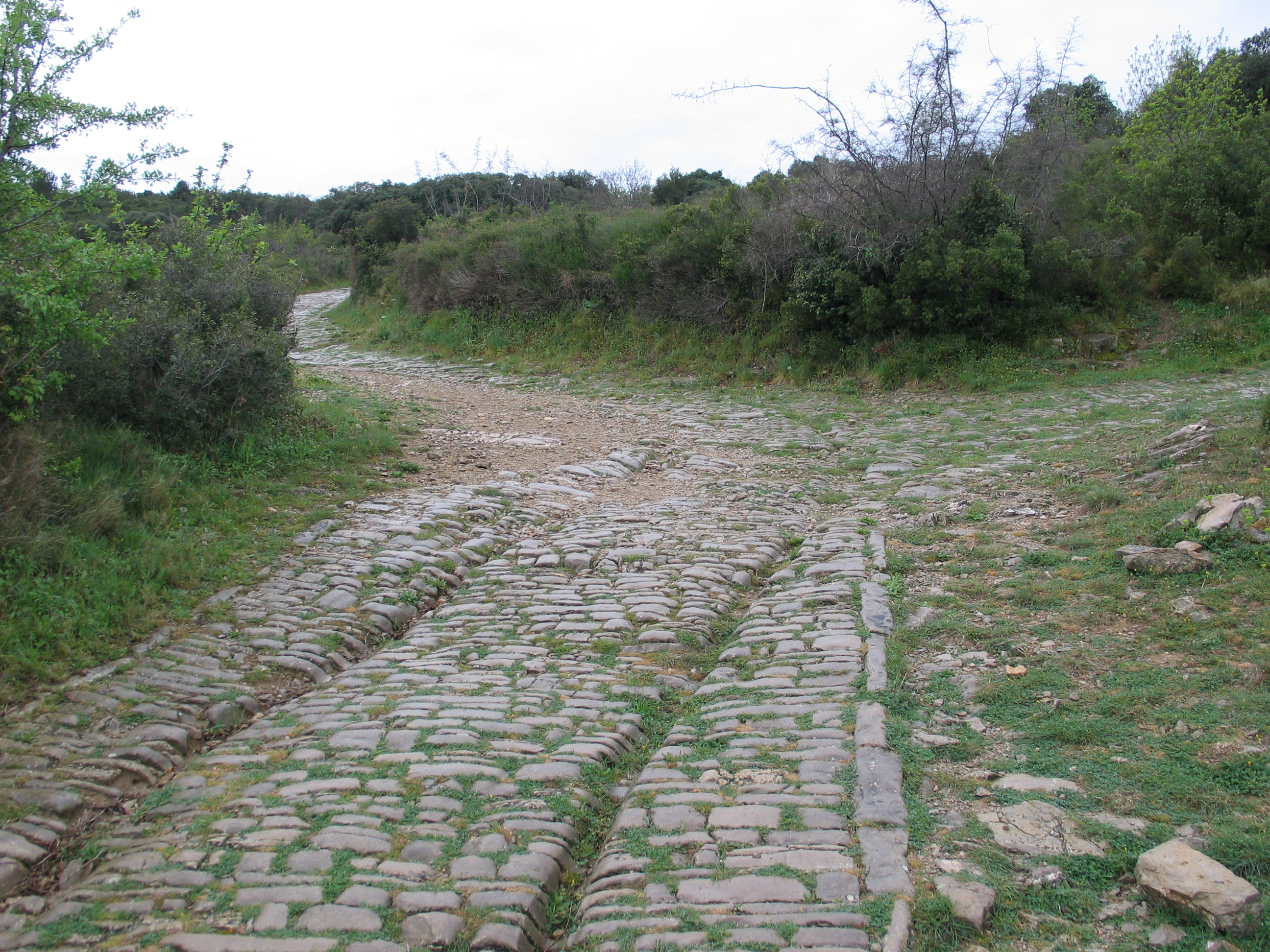
Ambrussum: Via Domitia pavată marcată de trecerea căruțelor

Dincolo de Ambrussum, drumul marcheză și în zilele noastre limita dintre comunele Vérargues și Lunel-Viel, precum și aceea dintre Saint-Geniès-des-Mourgues și Saint-Brès.
- Castries cu un castru de-a lungul drumului
- Le Crès posedă încă două pietre miliare in situ.
- Sextantio / Castelnau-le-Lez unde exista un vechi oppidum.

După traversarea micului fluviu de coastă, « Lez », Via Domitia trecea prin actualul oraș Montpellier (orașul se va dezvolta mai târziu, cu mult după perioada galo-romană, pe o colină la 2 kilometri la sud de Via Domitia), pe traseul actualei « avenue de la Voie Domitienne », pentru a ajunge la Forum Domitii / Montbazin, popas rutier fondat de Domitius.
- Mèze (popas), Pinet. În împrejurimile Cessero / Saint-Thibéry, calea se curba pentru evitarea unei alunecări de bazalt, și trecea fluviul Hérault pe podul « roman » (unele părți ale podului actual datează din Evul Mediu).

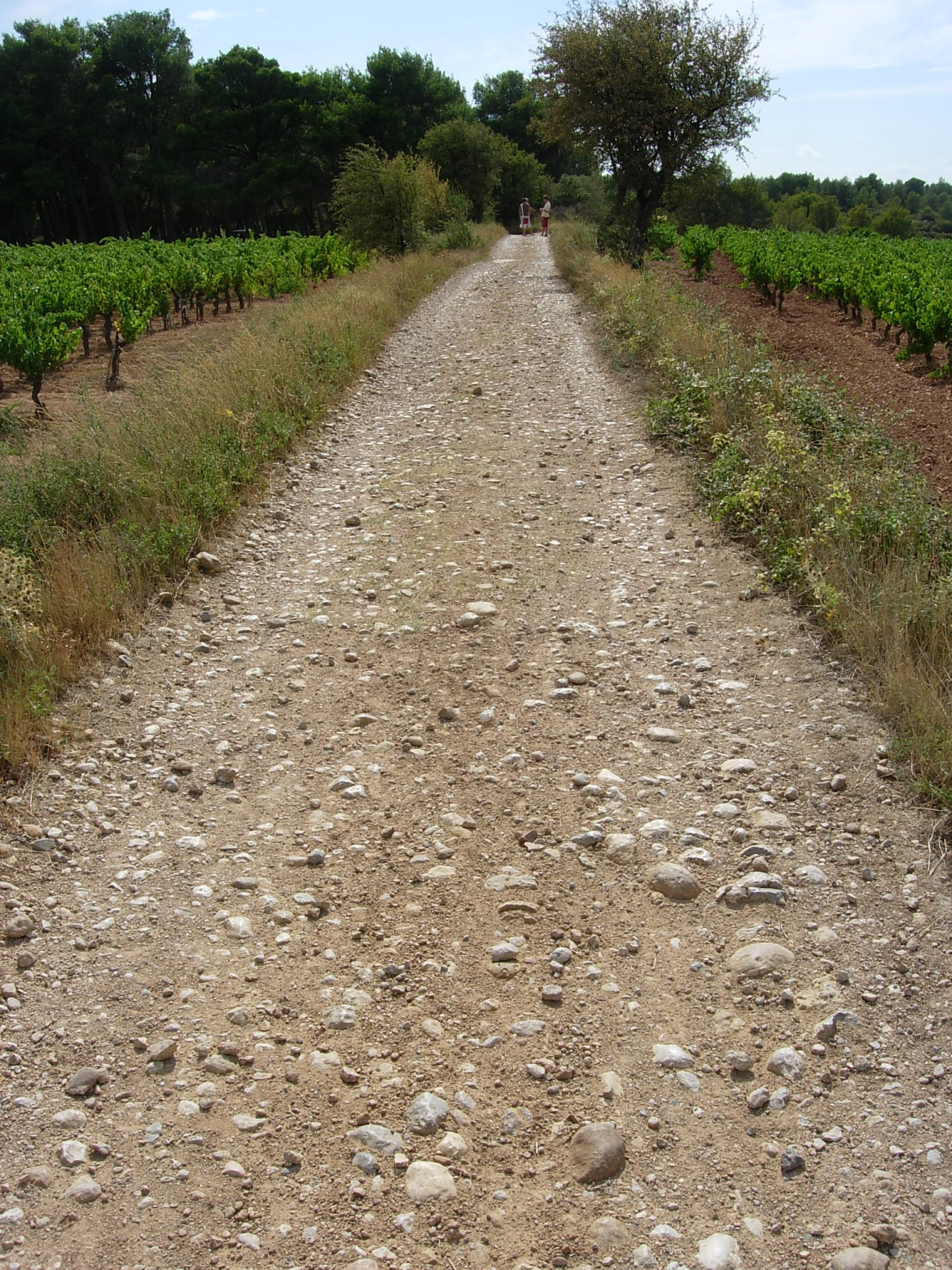
Via Domitia la Pinet
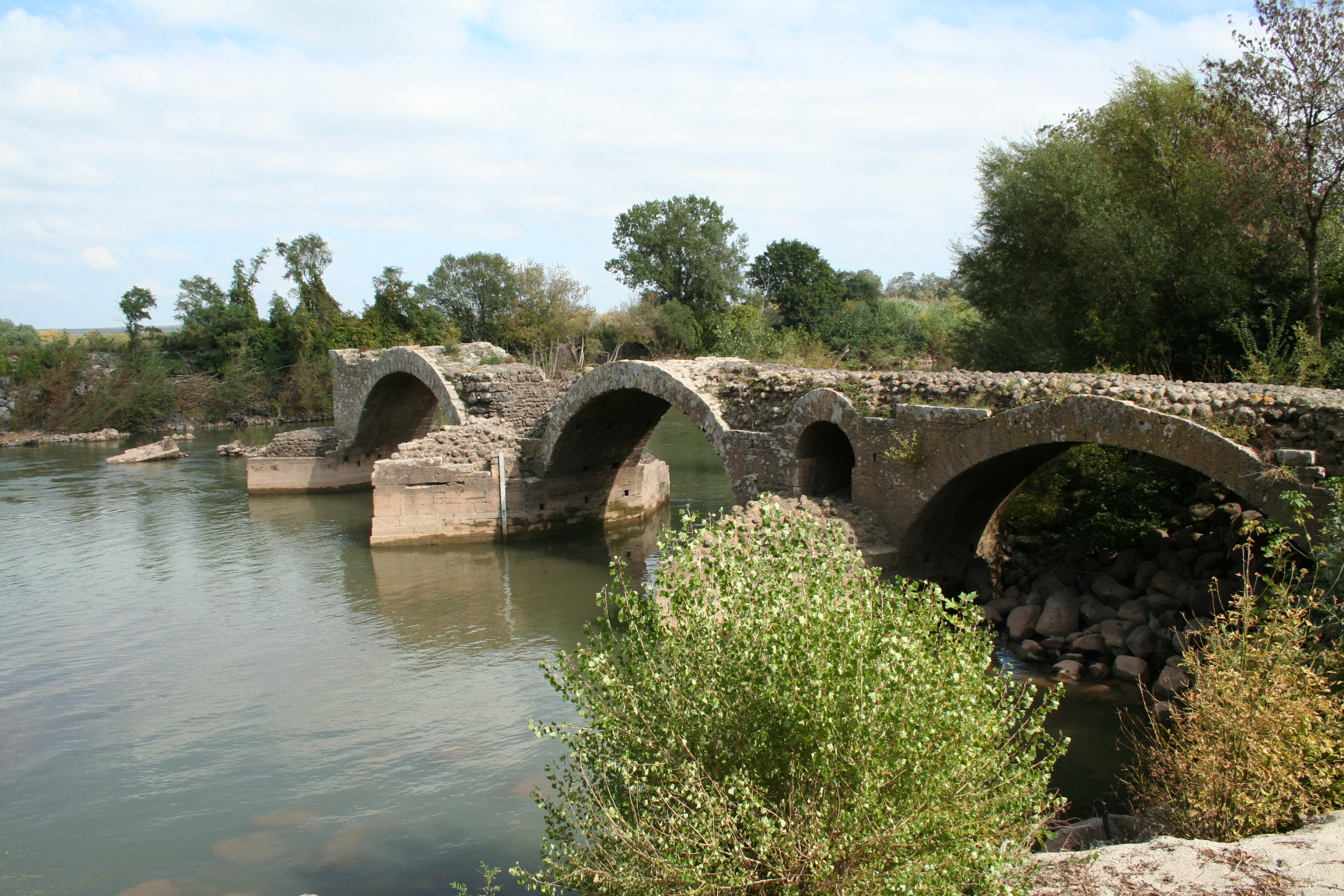
Podul roman de la St-Thibéry

- Bæterræ / Béziers era centru comercial important fondat de Octavian. O piatră miliară a fost găsită la intersecția actualelor avenue Camille Saint-Saëns și boulevard de la Liberté. Le Pont Vieux, care permite Căii Domitia să treacă peste Orb, la poalele orașului, are nouă arce. În Evul Mediu, tablierul și parapetul au fost reconstruite.

- Drumul trecea apoi la poalele oppidum d'Ensérune, oraș care se dezvoltase în epoca elenistică. Capodoperă de urbanism, activitatea sa deja înfloritoare înainte de prezența romană a crescut odată cu prezența Drumului Domitian.

- Narbo Martius / Narbonne este a doua colonie romană în Galia (118 î.Hr.) după Aquae Sextiae / Aix-en-Provence (122 î.Hr.). A devenit o mare cetate începând cu domnia lui Augustus.

Via Domitia ajungea prin rue de Lattre, traversa forumul roman (place Bistan) pentru a părăsi cetatea pe podul Negustorilor, peste Aude. Bogăția coloniei Narbo Martius provenea din activitatea sa economică legată de comerțul maritim (export de cereale, vinuri, uleiuri, ceramică, amfore…).
- Ad Viscensimum / Fitou. Stație

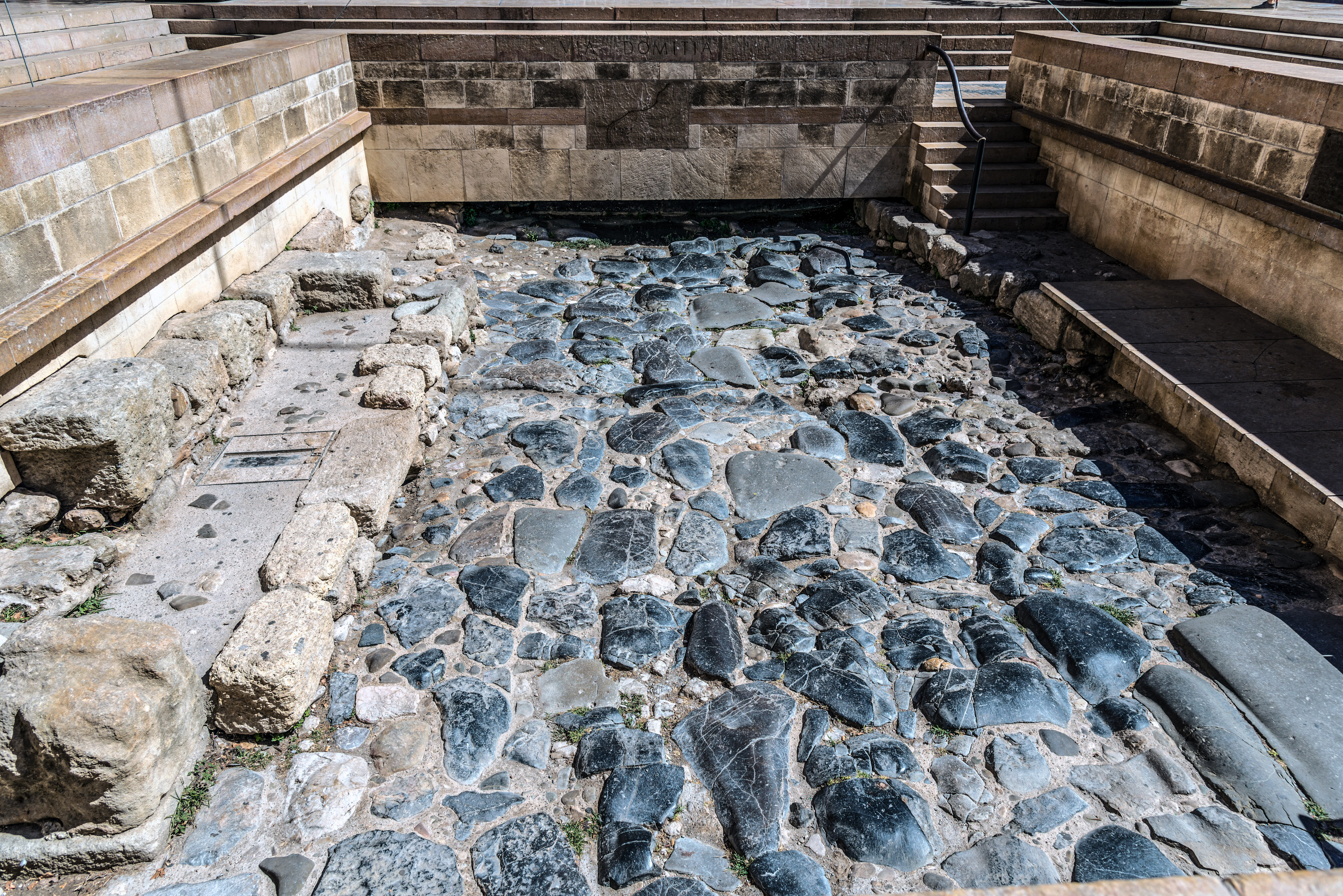
Via Domitia în fața Primăriei din Narbonne

- Ad Salsulae / Salses. Stație și castrum important, în proximitatea celebrului fort din Salses. Săpături arheologice au permis identificarea unui port antic.

Pornind din Salses itinerarul lui Antonin conține două jalonări diferite. Ca distanță totală de la Narbonne la Summum Pyrenæum este puțină diferență între cele două itinerarii, unii autori crezând că ar fi vorba de două versiuni diferite de jalonare ale aceluiași itinerar sau de înlocuirea în timp al unui itinerar printr-un alt itinerar. Totuși, pare mai probabil să fi existat două itinerarii diferite simultane cu frecventare intensă. Acest lucru permite să se avanseze ipoteza a două ramuri care, de obicei, sunt astăzi denumite „drumul terestru” și „drumul de coastă” .
Însă cercetătorii au elaborat ipoteze diverse pentru cele două drumuri. Este destul de dificil astăzi să se descâlcească această jurubiță de ipoteze, deoarece indicii prezenței drumurilor romane sunt extrem de subțiri, 
și nu permit în general să se spună dacă avem de a face cu un drum principal sau de un drum secundar. În plus, printre aceste drumuri, unele dintre ele pot fi posterioare epocii lui Gnaeus Domitius Ahenobarbus (prin 117 î.Hr.).   
În general, autorii impun cele două căi (costieră și interioară) prin Ruscino.
Au existat cercetători care au păstrat ipoteza unei căi interioare, romanizând un parcurs mai vechi (celt și / sau iber). Acest parcurs nu doar că putea fi mai scurt, dar mai ales era considerat ca obligatoriu în perioada apelor mari și chiar după ce noile cursuri de apă și aluviuni au distrus căile  prin delte. Într-adevăr, geografii și geologii indică faptul că acum 3.000 de ani deltele fluviilor Agly, Têt, Réart, și Tech erau eratice. Acest fapt incită la căutarea parcursului vechi în amonte de deltele atestate.
Acest drum interior care reînnoia un parcurs  rămâne de identificat cu precizie. Se poate lua totuși  în considerare trecerea sa prin vaduri vechi pe la église Saint-Martin-de-Tura, vechi sat dispărut aproape de Rivesaltes pe Agly, la Baho pe Têt, la Nidolères pe Tech. Faptul că acest parcurs rămâne de regăsit între Salses și Nidolères (cf. infra) nu permite să fie exclus. 
- Ruscino era o cetate importantă la 6 km, la Est de centrul actuelei localități Perpignan, dezvoltată începând din secolul I, pornind de la un oppidum mai vechi.

Autorii care impun cele două drumuri prin Ruscino, disting în general apoi drumurile după cum urmează: 
- - Părăsind Ruscino prin sud-est, drumul costier trecea alături de Illiberis / Elne la Palol d'Avall.[11] Acest loc este considerat în general ca amplasamentul posibil al stației Ad Stabulum; aceasta este menționată singură, adică fără Ruscino sau Illiberis, pe unul din itinerarele lui Antonin; acest loc este la 1,5 km la Est de Elne aproape de Latour-Bas-Elne. Apoi acest drum trecea printr-un vad aproape de Église Sainte-Eugénie de Tresmals și mergea la Collioure și Portus Veneris / Port-Vendres. Dar aproape de Collioure drumul taversând Pirineii trecea pe vechiul drum numit al lui Heracles, urcând pe vale la Vest de colina Madeloc pentru a ajunge apoi la actuala trecătoare Banyuls.
  - Un drum interior „direct”, care părăsea Ruscino prin sud-vest, ar fi putut trece prin Cabestany, Bages, Saint-Jean-Lasseille, Banyuls des Aspres. Pentru trecerea peste Tech, sunt propuse două subipoteze: una la Boulou, cealaltă la Nidolères. În al doilea caz, de cealaltă parte a vadului, se află actualele Trompettes.
  - Drumul care părăsea Ruscino prin sud ar fi putut fi comun, până la Cabestany, cu celălalt traseu interior care, dincolo de Réart, trecea prin Théza apoi la Vest de Elne și urma apoi malul stâng al râului Tech până la Boulou sau la Nidolères.
  - O altă ipoteză, considerată astăzi ca solidă, impune trecerea drumului prin vadul de la Sainte-Eugénie de Tresmals, al cărei sit ar putea corespunde cu stația „Ad Stabulum”, pentru a urma apoi malul drept al râului Tech până la Boulou.
- Saint-Martin-de-Fenollar. A fost demonstrat că era locul stației Ad Centuriones[12] (sau Ad Centenarium[13]). Toate ipotezele de drumuri interioare văzute mai sus trec prin acest loc care se află pe un afluent, denumit Rom, pe partea dreaptă a fluviului Tech, la câțiva kilometri în amonte de mai sus numitele Trompettes, unde converg cele mai multe din ipoteze.
- Les Cluses (în vechime Castrum Clausurae cetate în secolul al IV-lea î.Hr.). Intrarea îngustă de la Cluses este situl unui post de peaj (portorium) unde s-ar fi perceput un impozit corespunzător cu a 40-a parte din valoarea mărfurilor care treceau pe acolo. Pentru a-l proteja, romanii au instalat acolo două lucrări defensive, de o parte și de alta a râului Rom, Castell dels Moros (Castelul maurilor, în catalană) la vest și Fort de la Cluse Haute la est.
- Summum Pyrenæum: acest loc care marca limita dintre Gallia Narbonensis (Franța) și Hispania Tarraconensis (Spania), menționat în diverse itinerarii, era altădată localizat în Col du Perthus. Săpăturile întreprinse în 1984 de către Georges Castellvi la col de Panissars, au permis să se descopere acolo făgașe de pe Via Domitiae, roase în stâncă, precum și fundațiile unui trofeu imens ridicat în acest loc în 71 î.Hr., Tropaeum Pompeii,  pentru celebrarea victoriilor lui Pompei asupra populațiilor din Hispania. Această descoperire a permis să se identifice Summum Pyrenæum în col de Panissars.

## Via Domitia în literatura latină
Via Domitia a intrat foarte devreme în literatura latină prin mijlocirea unei pledoarii a lui Cicero, Pro Fonteio. Marcus Fonteius fusese propretor în Gallia Transalpina din anul 76 î.Hr. până în anul 74 î.Hr.. Administrații săi gali trimiseseră la Roma o delegație pentru a-l acuza că ar fi deturnat sume importante destinate întreținerii drumurilor, îndeosebi Via Domitia, dar și că ar fi primit mită de la antreprenorii responsabili de lucrări de proastă calitate la întreținerea drumurilor. Pentru apărarea lui Fonteius, Cicero l-a prezentat ca fiind un „magistrat excelent” și i-a asigurat pe judecători că „împiedicat de probleme mai importante, Marcus Fonteius, știind că refacerea Drumului Domitian era de interes public, i-a însărcinat, în acest scop, pe doi oameni de cel mai mare merit, legații săi,  C. Annius Bellienus și C. Fonteius.”

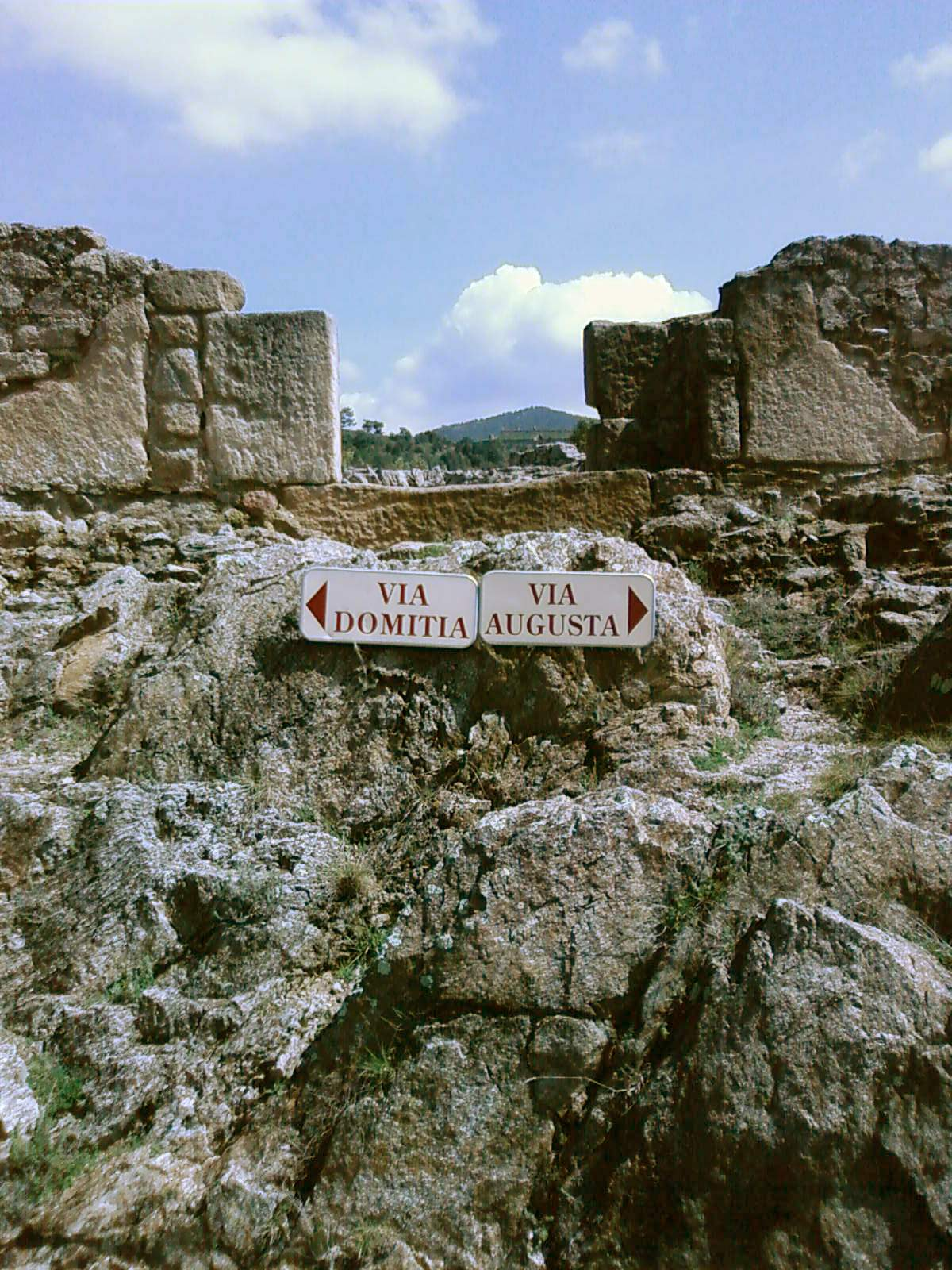
Joncțiunea dintre Via Domitia și Via Augusta, la Tropaeum Pompeii.

## Informații complementare
La intrarea în Spania actuală, drumul își schimbă numele în Via Augusta, la Deciana (La Junquera). Cu această nouă denumire, drumul se prelungea până la Gadir (Cádiz).

### Cărți
- Castellvi, Georges (1997), Voies romaines du Rhône à l'Èbre : via Domitia et via Augusta (în franceză), Paris: Éditions de la Maison des sciences de l'Homme, ISBN 2-7351-0633-0
- Chevalier, Raymond (1997), Les voies romaines (în franceză), Paris: Picard, ISBN 2-708405-268
- Clément, Pierre A. (2005), La Via domitia. Des Pyrénées aux Alpes, Rennes: Editions Ouest-France, ISBN 2-737335-086
- Clément, Pierre A. (1992), Voie Domitienne. De la via Domitia aux routes de l'an 2000 (în franceză), Presses du Languedoc/Max Chaleil Éditeur
- Coulon, Gérard (2007), Les voies romaines en Gaule (în franceză), Éditions Errance
- Kotarba, Jérôme (2007), Carte archéologique de la Gaule (66), Les Pyrénées-Orientales (în franceză), Académie des inscriptions et belles-lettres

### Reviste
- „La via Domitia”, Dossiers d'archéologie (în franceză) (343), pp. 18–25, 2011